# Parc marin de l'observatoire sous-marin d'Eilat

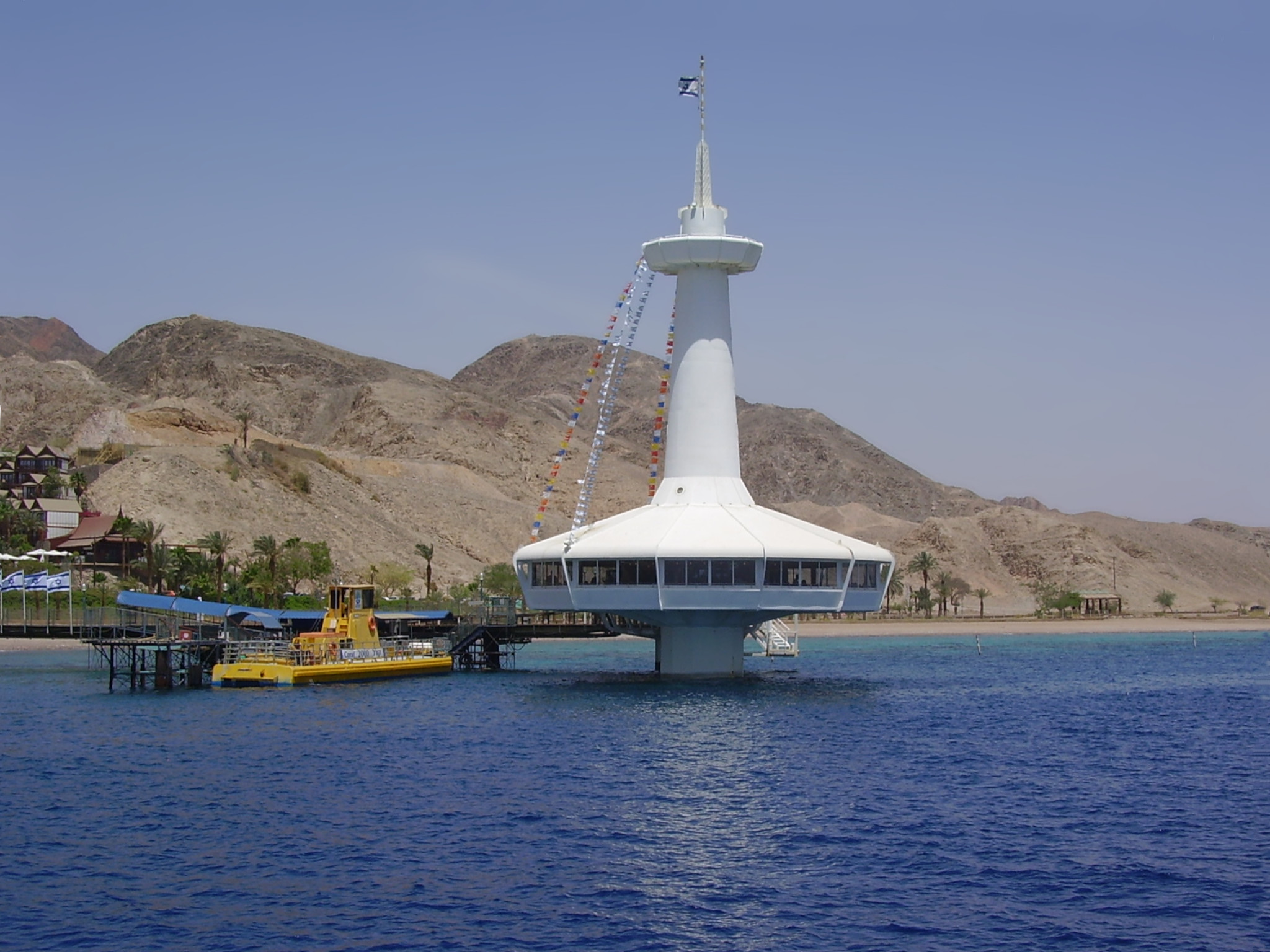

Le parc marin de l'observatoire sous-marin d'Eilat (פארק המצפה התת-ימי באילת - Observatory Marine Park Eilat) est un parc à thème dédié à la faune aquatique, situé près d'Eilat, en Israël. Il est composé d'un musée et d'un aquarium, ainsi que d'un observatoire sous-marin dans la Mer Rouge. Il fait partie de la réserve naturelle de corail d'Eilat (Eilat's Coral World Underwater Observatory).